# Raymond Apple Jr.
Raymond Walter Apple Jr. (Akron, 20 de noviembre de 1934-Washington D. C., 4 de octubre de 2006), conocido como Johnny Apple pero con el nombre de R. W. Apple Jr., fue un periodista estadounidense que se desempeñó como corresponsal y editor asociado de The New York Times, donde escribió sobre una variedad de temas, sobre todo la política, los viajes y la comida.

## Biografía

### Primeros años
Nacido en Akron, Ohio, se graduó de Western Reserve Academy, un internado privado y mixto en la pequeña ciudad suburbana de Hudson, donde practicó periodismo por primera vez en el periódico de la escuela, "The Reserve Record". Apple asistió por primera vez a la Universidad de Princeton, donde fue expulsado dos veces por dedicar demasiado tiempo a trabajar como presidente del Daily Princetonian. Más tarde recibió una licenciatura en historia (magna cum laude) de la Escuela de Estudios Generales de la Universidad de Columbia en 1961.
Comenzó su carrera en The Wall Street Journal en la década de 1950, cubriendo temas empresariales y sociales, incluidos los primeros años del Movimiento por los Derechos Civiles. Se desempeñó como periodista y redactor de discursos en el Ejército de los Estados Unidos de 1957 a 1959 y regresó al Wall Street Journal después de completar su servicio. En 1961, se fue a trabajar a NBC News, convirtiéndose en el amigo de toda la vida del entonces joven Tom Brokaw. Mientras estuvo en NBC, Apple informó para el Informe Huntley-Brinkley y ganó un premio Emmy por su trabajo. En la última de sus 29 apariciones en el programa de entrevistas Charlie Rose, dijo que el momento más satisfactorio de su carrera fue cuando informaba sobre el movimiento estadounidense por los derechos civiles.

### Carrera periodística
Apple se unió a The New York Times en 1963 y, durante más de 30 años, contribuyó con correspondencia extranjera de más de 100 países, incluida la cobertura de la Guerra de Vietnam, donde su penetrante cuestionamiento ayudó a exponer la falta de confiabilidad de los informes militares conocidos como Five O'Clock Follies – la crisis de Biafra, la revolución iraní y la caída de los gobiernos comunistas en el bloque soviético. Además, se desempeñó como jefe de la oficina del Times en Saigón, Lagos, Nairobi, Londres y Moscú.
En Vietnam, Apple se distinguió como jefe de la oficina de The New York Times y ganó muchos premios por su trabajo. En un largo artículo de 1967, "The Making of a Stalemate", expuso el fracaso de las fuerzas armadas de Estados Unidos para progresar en la guerra después de dos años y medio de lucha y con unos 500.000 efectivos en el país. Casi 40 años después, se reveló que una de las principales fuentes de esa historia influyente fue el teniente general Frederick Weyand, comandante de las fuerzas estadounidenses en el III Cuerpo, el área alrededor de Saigón.
Apple cubrió historias de combate de campo en Vietnam sin miedo. En 1966, casi muere por fuego amigo mientras cubría un tiroteo en un pueblo cuando una bala de ametralladora le atravesó la parte trasera de los pantalones y le partió el cinturón por la mitad.
Timothy Crouse describió a Apple en su libro The Boys on the Bus sobre los periodistas que cubrían la campaña presidencial de 1972. Los reporteros "reconocieron muchos de sus propios rasgos en él, grotescamente magnificados. El impacto del reconocimiento los asustó. Apple era como ellos, solo que más descarado. Mostró abiertamente las fallas que intentaron ocultar: la inseguridad, la ambición, el abandono de nombres" y "la debilidad por los hombres poderosos".
De 1993 a 1997, fue jefe de la oficina de The Times en Washington D. C. También se desempeñó como corresponsal político nacional del periódico en la década de 1970 y cubrió las elecciones presidenciales de 1972.
Más allá de The Times y el Journal, Apple se ha publicado en muchas revistas destacadas, incluidas The Atlantic Monthly, Esquire, GQ y Gourmet.

### Vida personal
Su primer matrimonio fue con Edith Smith, ex vicecónsul en Saigón (ahora Ciudad Ho Chi Minh). Se casó con Betsey Pinckney Brown en 1982. Mantuvieron residencias en el 1509 de 28th Street en el Noroeste de Washington D. C. en el vecindario de Georgetown; en una granja cerca de Gettysburg, Pensilvania; y en la región de Cotswold de Inglaterra.
Apple era ampliamente conocido como un experto en comida y vino, y ha dado conferencias sobre estos temas, así como sobre temas políticos, sociales e históricos en varios continentes. Según su colega del New York Times, Adam Nagourney, "Johnny era la persona a quien llamar para pedir una recomendación de restaurante cuando se dirigía a cualquier parte del mundo. Para su eterno crédito, nunca guardó secretos; escribió sobre los lugares que descubrió y amó. Pronto aprendí un truco para encontrar sus recomendaciones sin molestarlo: buscaría en Nexis usando tres elementos: su firma, el nombre de una ciudad y la frase "mi esposa, Betsey". Para su 70 cumpleaños, Apple organizó una fiesta en su bistró favorito de París, Chez l'Ami Louis, sobre la que Calvin Trillin escribió en Gourmet Magazine: "Tengo entendido que Apple ha simplificado lo que podría ser una elección terriblemente difícil diciéndoles que traigan todo".
Falleció el 4 de octubre de 2006 por complicaciones de un cáncer torácico. Su último artículo publicado para el New York Times mientras aún estaba vivo fue un artículo sobre la cocina de Singapur que se publicó el 30 de septiembre de 2006. El último artículo que escribió en el New York Times, titulado "The Global Gourmet", se publicó póstumamente el 5 de octubre de 2006. El artículo estaba destinado a ser publicado en la sección de viajes del Times varias semanas después, pero se adelantó debido a su inesperada muerte.

## Premios y honores
Apple recibió una serie de honores y becas, incluida la Beca Chubb en la Universidad de Yale. Fue presidente del comité de selección de becas Rhodes para la región del Atlántico medio de Estados Unidos.
Recibió títulos honoríficos de varias instituciones, incluidas la Universidad Denison, el Knox College, el Gettysburg College, la Universidad Marquette y la Universidad del Sur.